# شبه دخيل فرنسي
شبه الدخيل الفرنسي هو اللفظ الذي يشبه الدخيل الفرنسي لكنه ليس كذلك، بمعنى اللفظ المركب (الكل) من كلمات فرنسية دخيل (الأجزاء) الذي لا يوجد في له شبه في اللغة الفرنسية بنفسها.